# Trioza concii
Trioza concii är en insektsart som först beskrevs av Rapisarda 1990.  Trioza concii ingår i släktet Trioza och familjen spetsbladloppor. Inga underarter finns listade i Catalogue of Life.